# 豆苗餃

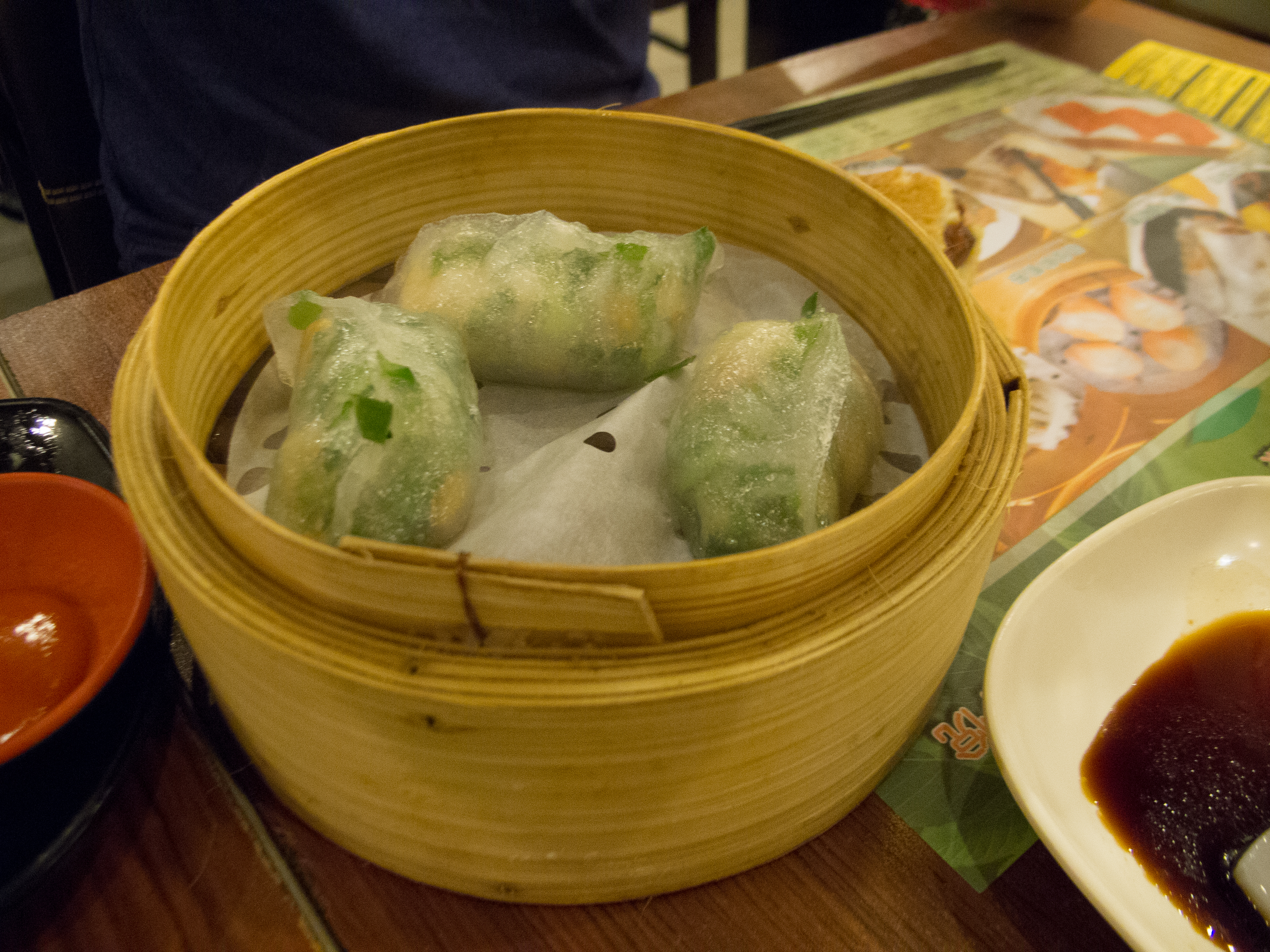
菜苗餃

豆苗餃，或菜苗餃，是廣東點心之一，以一層澄麵皮包着豆苗或菜苗，配以蝦肉為主餡，份量大小多以一口為限，為蝦餃的變種。正如蝦餃一樣，以皮薄而軟、蝦肉爽口彈牙為最佳。